# Rebecca Root
Rebecca Root, född 10 maj 1969 i Woking, Surrey, är en brittisk skådespelare.
Root har bland annat medverkat i TV-serierna The Queen's Gambit, Mumindalen och The Rising. 

## Filmografi (i urval)
- 2019–2022 – Mumindalen (TV-serie)
- 2020 – The Queen's Gambit (TV-serie)
- 2021 – Crime (TV-serie)
- 2022 – The Rising (TV-serie)